# أرباليق
أرباليق هي قرية في مقاطعة شوط‌، إيران. عدد سكان هذه القرية هو 103 في سنة 2006.